# Клони АК виробництва Румунії

## Історія
У 1963 соціалістична Румунія отримала ліцензію на виготовлення АКМ, який почали виготовляти з самого початку зі змінами — перш за все це рукоятка на цівки, що стало відмінністю всіх інших румунських АК.

## Модифікації
- PM md. 63 (рум. Pistol Mitralieră model 1963). Повністю аналог АКМ тільки з переднею ручкою. Експортна назва — AIM (відрізнялися написами).
- PM md. 65. Відрізнявся іншою більш плавною формою ручки. Експортна назва — AIMS[2].
- PM md. 80. Укорочена версія зі складним прикладом.
- PA md. 86 (рум. Puşcă Automată model 1986). У зв'язку з переходом на новий набій 5,45-мм СРСР своїм союзникам в Східній Європі пропонував покупку ліцензії на АК-74, однако бідна Румунія від ліцензії відмовилась[джерело?]. Румунські інженери самотужки почали переробляти свій АК під новий набій. Тому новий автомат був зібраний з багатьох елементів: дульне гальмо — з радянського АК-74, складаний вправо приклад — від німецького MPi-AKS-74N, спусковий механізм з відсічкою черги на три — від польського Kbk wz 88 Tantal, крім того була можливість використання 40-мм підствольного гранатомета. Коротка версія автомата мала назву рум. PM md. 90 cu țeavă scurtă (експортна — AIMR).
- PM md. 90 (рум. Pistol Mitralieră model 1990). Нова модель знову була розроблена під старий набій 7,62-мм[3]. Цивільна версія для ринку США — «Draco».

### Цивільні версії
В Румунії випускались також велика кількість самозарядних варіантів як для Національної Гвардії Румунії, так і для цивільних ринків Європи та Америки.
- WASR-10. Версія 7,62×39 мм для поставок в США. Тільки одіночний вогонь, магазин на 10 набоїв.
- WASR-10 GP (general purpose). Після зміни законодавства США автомат отримав дульний компенсатор, багнет та інше.
- WASR-10/63 GP. Виготовляється з 2007 з елементами військової моделі. Фактично самозарядна армійська модель.
- GP-1975. Версія армійського зразка під набой 7.62x39 для американського цивільного ринку. Відрізняється фурнітурою американського виробництва. Виготовляється з 2008[4].
- Romak 991
- WUM 1

## Країни-експлуатанти
Румунія, експортуючи стрілецьку зброю, дуже часто не контролювала подальшу долю, тому воно потрапляло до рук терористів та різних повстанських угрупувань по всьому світу.
- Афганістан
- Ангола
- Бангладеш
- Грузія
- Ірак
- Іран
- Індія
- Ліберія
- Ліван
- Лівія
- Мозамбік
- Молдова
- Марокко
- Нікарагуа
- Сьєрра-Леоне
- Сирія
- Саудівська Аравія
- Соціалістична Румунія / Румунія